# Santa Massenza (Vallelaghi)
Santa Massenza è una frazione del comune di Vallelaghi in provincia autonoma di Trento, situata in prossimità del Lago di Santa Massenza, alla base del Monte Gazza. 

## Origini del nome
Il centro abitato, sino al 1544 chiamato Maiano (anche noto come Majano o Magnano), porta il nome di Santa Massenzia. Secondo l'agiografo domenicano Bartolomeo da Trento, in questa località sarebbe infatti morta la santa.

## Luoghi d'interesse
- Centrale idroelettrica di Santa Massenza
- Chiesa di Santa Massenza